# 전주시 을 (1958년 선거구)
전주시 을은 대한민국의 옛 국회의원 선거구이다. 당시 전라북도 전주시의 일부 지역을 관할했다.

## 역사
제4대 국회의원 선거를 앞두고 전주시 선거구가 갑, 을로 분리되면서 신설되었다.
제6대 국회의원 선거를 앞두고 전주시 갑, 을 선거구가 통합되어 전주시 단독 선거구를 이루게 됨에 따라 폐지되었다.

## 역대 국회의원
| 선거   | 정당 | 정당   | 의원   |
| ------ | ---- | ------ | ------ |
| 1958년 |      | 민주당 | 이철승 |
| 1960년 |      | 민주당 | 이철승 |

## 역대 선거 결과

### 대한민국 제4대 국회의원 선거
|  | 63.75% |

|  | 32.84% |

|  | 1.74% |

|  | 1.65% |

### 대한민국 제5대 국회의원 선거
|  | 62.63% |

|  | 20.94% |

|  | 7.51% |

|  | 5.50% |

|  | 3.39% |

|  | 0% |